# WTA Tour Championships 1994 - Doppio
Il doppio del torneo di tennis WTA Tour Championships 1994, facente parte del WTA Tour 1994, ha avuto come vincitrici Gigi Fernández e Nataša Zvereva che hanno battuto in finale Jana Novotná e Arantxa Sánchez Vicario con il punteggio di 6–3, 6–7, 6–3.

## Teste di serie
1. Gigi Fernández /  Nataša Zvereva (Campionesse)
2. Jana Novotná /  Arantxa Sánchez Vicario (finale)

1. Manon Bollegraf /  Martina Navrátilová (semifinali)
2. Patty Fendick /  Meredith McGrath (semifinali)

## Tabellone

### Legenda
| - Q = Qualificato - WC = Wild card - LL = Lucky loser | - ALT = Alternate - SE = Special Exempt - PR = Protected Ranking | - w/o = Walkover - r = Ritirato - d = Squalificato |

|  | Primo turno | Primo turno                           | Primo turno                           | Primo turno | Primo turno |  |  | Semifinali | Semifinali                           | Semifinali                           | Semifinali                           | Semifinali |   |   | Finale | Finale                        | Finale | Finale | Finale |  |
|  |             |                                       |                                       |             |             |  |  |            |                                      |                                      |                                      |            |   |   |        |                               |        |        |        |  |
|  | 1           | Gigi Fernández Nataša Zvereva         | Gigi Fernández Nataša Zvereva         | 6           | 6           |  |  |            |                                      |                                      |                                      |            |   |   |        |                               |        |        |        |  |
|  |             | Pam Shriver Liz Smylie                | Pam Shriver Liz Smylie                | 0           | 4           |  |  | 1          | Gigi Fernández Nataša Zvereva        | 4                                    | 7                                    | 6          |   |   |        |                               |        |        |        |  |
|  | 4           | Patty Fendick Meredith McGrath        | Patty Fendick Meredith McGrath        | 6           | 6           |  |  | 4          | Patty Fendick Meredith McGrath       | 6                                    | 6                                    | 2          |   |   |        |                               |        |        |        |  |
|  |             | Julie Halard-Decugis Nathalie Tauziat | Julie Halard-Decugis Nathalie Tauziat | 4           | 1           |  |  |            |                                      |                                      |                                      |            |   |   | 1      | Gigi Fernández Nataša Zvereva | 6      | 6      | 6      |  |
|  | 3           | Manon Bollegraf Martina Navrátilová   | Manon Bollegraf Martina Navrátilová   | 6           | 6           |  |  |            |                                      | 2                                    | Jana Novotná Arantxa Sánchez Vicario | 3          | 7 | 3 |        |                               |        |        |        |  |
|  |             | Jill Hetherington Shaun Stafford      | Jill Hetherington Shaun Stafford      | 2           | 3           |  |  | 3          | Manon Bollegraf Martina Navrátilová  | Manon Bollegraf Martina Navrátilová  | 2                                    | 4          |   |   |        |                               |        |        |        |  |
|  | 2           | Jana Novotná Arantxa Sánchez Vicario  | Jana Novotná Arantxa Sánchez Vicario  | 6           | 6           |  |  | 2          | Jana Novotná Arantxa Sánchez Vicario | Jana Novotná Arantxa Sánchez Vicario | 6                                    | 6          |   |   |        |                               |        |        |        |  |
|  |             | Lindsay Davenport Lisa Raymond        | Lindsay Davenport Lisa Raymond        | 2           | 2           |  |  |            |                                      |                                      |                                      |            |   |   |        |                               |        |        |        |  |